# Canton de Saint-Germain-lès-Corbeil
Le canton de Saint-Germain-lès-Corbeil est une ancienne division administrative et circonscription électorale française située dans le département de l’Essonne et la région Île-de-France.

## Géographie

### Situation
| Type d’occupation           | Pourcentage | Superficie (en hectares) |
| --------------------------- | ----------- | ------------------------ |
| Espace urbain construit     | 19,8 %      | 1 058,29                 |
| Espace urbain non construit | 11,7 %      | 624,84                   |
| Espace rural                | 68,5 %      | 3 654,41                 |
| Source : Iaurif             |             |                          |

Le canton de Saint-Germain-lès-Corbeil était organisé autour de la commune de Saint-Germain-lès-Corbeil dans l’arrondissement d'Évry. Son altitude variait entre trente-deux mètres à Étiolles et quatre-vingt-treize mètres à Morsang-sur-Seine, pour une altitude moyenne de soixante-quatre mètres.

### Composition
Le canton de Saint-Germain-lès-Corbeil comptait sept communes :
| Communes                  | Population (2012) | Code postal | Code Insee  |
| ------------------------- | ----------------- | ----------- | ----------- |
| Étiolles                  | 3 073 hab.        | 91450       | 91 2 32 225 |
| Morsang-sur-Seine         | 510 hab.          | 91250       | 91 2 32 435 |
| Saint-Germain-lès-Corbeil | 7 174 hab.        | 91250       | 91 2 32 553 |
| Saint-Pierre-du-Perray    | 8 350 hab.        | 91280       | 91 2 32 573 |
| Saintry-sur-Seine         | 5 093 hab.        | 91250       | 91 2 32 577 |
| Soisy-sur-Seine           | 7 048 hab.        | 91450       | 91 2 32 600 |
| Tigery                    | 2 757 hab.        | 91250       | 91 2 32 617 |

### Démographie
| 1968 | 1975   | 1982   | 1990   | 1999   | 2006   | 2010   |
| ---- | ------ | ------ | ------ | ------ | ------ | ------ |
| -    | 14 366 | 18 450 | 25 154 | 29 107 | 32 388 | 34 005 |

### Pyramide des âges
| Hommes | Classe d’âge | Femmes |
| ------ | ------------ | ------ |
| 0,2    | 90 ans ou +  | 0,9    |
| 3,6    | 75 à 89 ans  | 5,0    |
| 12,3   | 60 à 74 ans  | 12,7   |
| 22,6   | 45 à 59 ans  | 22,0   |
| 21,2   | 30 à 44 ans  | 22,6   |
| 17,8   | 15 à 29 ans  | 16,7   |
| 22,3   | 0 à 14 ans   | 20,2   |

| Hommes | Classe d’âge | Femmes |
| ------ | ------------ | ------ |
| 0,3    | 90 ans ou +  | 0,8    |
| 4,4    | 75 à 89 ans  | 6,7    |
| 11,3   | 60 à 74 ans  | 11,9   |
| 19,9   | 45 à 59 ans  | 20,0   |
| 21,9   | 30 à 44 ans  | 21,4   |
| 20,6   | 15 à 29 ans  | 19,2   |
| 21,7   | 0 à 14 ans   | 20,0   |

## Historique
Le canton de Saint-Germain-lès-Corbeil a été créé par le décret ministériel no 75-1116 du 7 décembre 1975 par démembrement du canton d'Évry avec les communes d’Étiolles et Soisy-sur-Seine et du canton de Corbeil-Essonnes pour les communes de Morsang-sur-Seine, Saintry-sur-Seine, Saint-Germain-lès-Corbeil, Saint-Pierre-du-Perray et Tigery.

## Représentation

### Conseillers généraux du canton de Saint-Germain-lès-Corbeil
| Période | Période | Identité             | Étiquette | Qualité                                                                                   |
| ------- | ------- | -------------------- | --------- | ----------------------------------------------------------------------------------------- |
| 1976    | 1982    | Francis Despierre    | PS        | Fonctionnaire d'Etat, informaticien Vice-Président du Conseil Général Conseiller régional |
| 1982    | 2001    | Jean-Louis Campredon | RPR       | Maire de Saintry-sur-Seine, conseiller régional                                           |
| 2001    | 2008    | Yves Robineau        | DVD       | Maire de Soisy-sur-Seine                                                                  |
| 2008    | 2015    | François Fuseau      | UMP       | Maire de Morsang-sur-Seine                                                                |

### Résultats électoraux
Élections cantonales, résultats des deuxièmes tours :
- Élections cantonales de 1994 : 60,45 % pour Jean-Louis Campredon (RPR), 39,55 % pour Marie-Jeanne Ertel-Pau (PS), 53,86 % de participation[9].
- Élections cantonales de 2001 : 57,35 % pour Yves Robineau (DVD), 42,65 % pour Benoît Amsallem (Les Verts), 49,64 % de participation[10].
- Élections cantonales de 2008 : 43,55 % pour François Fuseau (UMP), 37,43 % pour Romain Desforges (PS), 56,44 % de participation[11].

## Économie

### Emplois, revenus et niveau de vie
| Répartition des emplois par catégories socioprofessionnelles en 2006. |              |                                           |                                                   |                            |                          |                           |
|                                                                       | Agriculteurs | Artisans, commerçants, chefs d’entreprise | Cadres et professions intellectuelles supérieures | Professions intermédiaires | Employés                 | Ouvriers                  |
| Canton de Saint-Germain-lès-Corbeil                                   | 0,2 %        | 5,6 %                                     | 21,6 %                                            | 33,3 %                     | 27,0 %                   | 12,3 %                    |
| Département de l’Essonne                                              | 0,2 %        | 4,5 %                                     | 22,1 %                                            | 27,7 %                     | 27,6 %                   | 17,9 %                    |
| Moyenne nationale                                                     | 2,2 %        | 6,0 %                                     | 15,4 %                                            | 24,6 %                     | 28,7 %                   | 23,2 %                    |
| Répartition des emplois par secteurs d’activités en 2006.             |              |                                           |                                                   |                            |                          |                           |
|                                                                       | Agriculture  | Industrie                                 | Construction                                      | Commerce                   | Services aux entreprises | Services aux particuliers |
| Canton de Saint-Germain-lès-Corbeil                                   | 0,5 %        | 8,1 %                                     | 4,7 %                                             | 13,1 %                     | 13,0 %                   | 9,2 %                     |
| Département de l’Essonne                                              | 0,8 %        | 11,5 %                                    | 6,1 %                                             | 15,4 %                     | 18,8 %                   | 6,4 %                     |
| Moyenne nationale                                                     | 3,5 %        | 15,2 %                                    | 6,4 %                                             | 13,3 %                     | 13,3 %                   | 7,6 %                     |
| Sources : Insee,                                                      |              |                                           |                                                   |                            |                          |                           |

## Pour approfondir

## Sources
1. ↑  Fiche multicommunale d’occupation des sols en 2008 sur le site de l’Iaurif. Consulté le 17/11/2010.
2. ↑  Évolution démographique cantonale sur le site de l’Insee. Consulté le 21/05/2009.
3. ↑  Données démographiques cantonales 2006 sur le site de l’Insee. Consulté le 21/05/2009.
4. ↑  Population légale 2010 sur le site de l’Insee. Consulté le 31/12/2012.
5. ↑  Pyramide des âges cantonale 2009 sur le site de l’Insee. Consulté le 08/07/2012.
6. ↑  Pyramide des âges de l’Essonne en 2009 sur le site de l’Insee. Consulté le 07/07/2012.
7. ↑  Texte du décret du 7 décembre 1975 portant création du canton de Saint-Germain-lès-Corbeil sur le site legifrance.gouv.fr Consulté le 21/05/2009.
8. ↑  Norbert Vincent, « Rieux. Francis Despierre conduira une liste », La Dépêche,‎ 4 janvier 2014 (lire en ligne, consulté le 13 novembre 2023).
9. ↑  Résultats de l’élection cantonale 1994 sur le site du Figaro. Consulté le 21/10/2009.
10. ↑  Résultats de l’élection cantonale 2001 sur le site du ministère de l’Intérieur. Consulté le 21/05/2009.
11. ↑  Résultats de l’élection cantonale 2008 sur le site du ministère de l’Intérieur. Consulté le 21/05/2009.
12. ↑  Rapport statistique cantonal sur le site de l’Insee. Consulté le 28/04/2010.
13. ↑  Rapport statistique départemental sur le site de l’Insee. Consulté le 16/08/2009.
14. ↑  Rapport statistique national sur le site de l’Insee. Consulté le 05/07/2009.